# الدوائر (الجميمة)

تعديل مصدري - تعديل

الدوائر هي إحدى قرى عزلة بقره الغربية بمديرية الجميمة التابعة لمحافظة حجة، بلغ تعداد سكانها 315 نسمة حسب تعداد اليمن لعام 2004.